# Předboj
Předboj es una localidad del distrito de Praga-Este en la región de Bohemia Central, República Checa, con una población estimada a principio del año 2020 de 1174 habitantes. 
Se encuentra ubicada en el centro-este de la región, junto a Praga y a poca distancia al sur del curso alto del río Elba.